# Saint-Martin-des-Prés

Saint-Martin-des-Prés este o comună în departamentul  Côtes-d'Armor, Franța. În 1 ianuarie 2022 avea o populație de 321 de locuitori.